# Gaberowo (obwód Chaskowo)
Gaberowo (bułg. Габерово) – wieś w południowej Bułgarii, w obwodzie Chaskowo, w gminie Madżarowo. Miejscowość jest niezamieszkana.